# Кабельскеталь
Кабельскеталь (нім. Kabelsketal) — громада в Німеччині, розташована в землі Саксонія-Ангальт. Входить до складу району Заалє.
Площа — 50,96 км2. Населення становить 8937 ос. (станом на 31 грудня 2021).